# Sheila (Film)
Sheila (Originaltitel: The Last of Sheila) ist ein US-amerikanischer Spielfilm  aus dem Jahr 1973. Regisseur war Herbert Ross.

## Handlung
Der Film handelt von einer einwöchigen Spritztour auf der Jacht Sheila des Filmproduzenten Clinton Greene (James Coburn) im Mittelmeer. Die Teilnehmer sind einander gut bekannt, es sind das die Schauspielerin Alice Wood, ihr Talentmanager-Ehemann Anthony Wood, die Talentagentin Christine, der Drehbuchautor Tom Parkman und seine Frau Lee und der Filmregisseur Philip Dexter. Vor einem Jahr haben sie sich das letzte Mal gesehen, als Clintons Ehefrau Sheila nachts mit anschließender Fahrerflucht überfahren wurde und starb. Clinton veranstaltet mit seinen sechs Gästen eine Art Suchspiel, das er das Sheila-Gedächtnis-Spiel nennt: Jeder bekommt ein Kärtchen mit einer Rolle: Denunziant, Kleinkind-Verführer, Ladendieb, Ex-Sträfling, Homosexueller und Fahrerflucht-Mörder (im Original: Informer, Little Child Molester, Shoplifter, Ex-convict, Homosexual & Hit-and-run-Killer). Das eigene Rollenkärtchen ist geheim zu halten.
An jedem einzelnen Abend gibt Clinton bekannt, welche Rolle diesmal aufzudecken ist. Wer es herausfindet, bekommt einen Punkt. Wenn der Rolleninhaber selbst den Hinweis auf seine Identität entdeckt, ist das Spiel für diesen Abend beendet. Die Hinweise sind an den Orten an Land versteckt, an denen die Jacht jeweils anlegt. Clinton behauptet, die Spieler müssten sich überhaupt nicht bewegen, um Hinweise zu suchen, wenn sie „clever genug wären“ (im Original: „If you’re smart enough!“). Es stellt sich am Ende heraus, dass ein am ersten Abend an Land gemachtes Gruppenfoto mit der Jacht im Hintergrund die Lösungen liefert (allerdings nur mit den englischen Original-Namen der verteilten Rollen).
Ziel des Spiels ist es, das Geheimnis aller anderen zu entdecken und gleichzeitig das eigene zu schützen. Jede Nacht ankert die Yacht in einer anderen Mittelmeerhafenstadt, wo der gesamten Gruppe eines der sechs Geheimnisse enthüllt wird. Die Gäste erhalten einen Hinweis und werden dann an Land geschickt, um den Beweis dafür zu finden, wer die Karte mit diesem Geheimnis besitzt. Das Spiel für diese Nacht endet, wenn der eigentliche Inhaber den Beweis entdeckt. Nach dem ersten Spieltag kommt der Verdacht auf, dass die „vorgetäuschten“ Geheimnisse tatsächlich wahr sind. Dies wird bestätigt, als Alice außerhalb der Kamera mit einem Mann spricht, dessen Identität geheim bleibt. Sie sagt, dass die erste Karte, „Du bist ein Ladendieb“, auf sie zutrifft und dass sie beim Ladendiebstahl erwischt wurde, bevor sie berühmt wurde. Sie spielt den Vorfall herunter, erzählt dem mysteriösen Mann, dass sie sein Geheimnis hat und zeigt ihm ihre Karte: „Du bist homosexuell.“ Sie sagt, sie werde sein Geheimnis für sich behalten, und es gibt Hinweise auf eine Affäre. Sie möchte unbedingt wissen, was die anderen Geheimnisse sind, und hat ein bisschen Angst vor dem ganzen Spiel.
Am zweiten Tag kommt Christine fast ums Leben, als jemand die Propeller des Bootes einschaltet, während sie in der Nähe des Bootes schwimmt. Christine gerät vor Schreck in Hysterie, als der Rest der Gäste ihr zu Hilfe kommt. Das zweite Spielgeheimnis lautet: „Du bist homosexuell.“ Am Abend begibt sich Greene auf die vorgesehene Insel und bereitet sich auf das „Spiel“ vor den Gästen vor. Es findet in einem Kloster statt, wobei alle Gäste in Mönchsgewändern mit Kapuze gekleidet sind; Zusätzlich zur Robe ist Greene als Alice verkleidet, mit Perücke und Make-up. Greene fällt mit blutigen Wunden im Gesicht tot aus einem Beichtstuhl. Als sich die Gäste später am Abend auf der Yacht versammeln, um das Spiel zu besprechen, bemerken sie, dass Greene nicht zurückgekehrt ist. Als Greene am nächsten Tag nicht erscheint, kehren die Gäste an Land zum Kloster zurück und entdecken seine Leiche. Obwohl die Gruppe zunächst davon ausgeht, dass Greene starb, als eine Steinsäule während des Sturms einstürzte, weist Parkman auf mehrere Hinweise hin, die etwas anderes vermuten lassen.
Parkman vermutet, dass Greene von einem von ihnen ermordet wurde. Als Detektiv zeigt er auf Hinweise, die er und Dexter am Tatort gefunden haben. Er schlägt vor, dass jeder seine Karteikarten auf den Tisch legen sollte. Es werden fünf Karten aufgedeckt: Du bist ein Ladendieb, Homosexueller, Ex-Sträfling, Denunziant und Kleinkind-Verführer – und Parkman zögert, seine Karte aufzudecken. Alle diese Geheimnisse stammen aus der Vergangenheit. Parkman beginnt damit, dass „Du bist homosexuell“ auf ihn zutrifft, da er vor Jahren, bevor er mit Lee verheiratet war, eine kurze Begegnung mit Greene hatte. Dann drängt er Alice, zu enthüllen, dass sie die Ladendiebin war. Parkman verrät, dass er die Karte „Du bist ein Fahrerflucht-Mörder“ hatte. Es wird vermutet, dass der Fahrerflucht-Mörder Greene ermordet hat, um seine Beteiligung an Sheilas Tod zu verbergen.
Christine verrät, dass sie als Sekretärin in der Filmindustrie während des Second Red Scare linksgerichtete Schauspieler informierte, um ihre Karriere voranzutreiben und Talentagentin zu werden. Aus Schuldgefühlen sagt sie, dass sie nun versucht, ihnen bei der Arbeitssuche zu helfen. Anthony verrät, dass er der „Ex-Sträfling“ ist und ist schockiert, wie Greene so viel über sie erfahren hat – entweder seit Sheila Klatschkolumnistin war, die Leute sich ihr anvertrauten, oder aufgrund des üblichen Branchenklatsches. Dexter wird nervös, als die Anschuldigungen darauf hindeuten, dass er der Kinderschänder ist, und murmelt Unsinn, um dies zu vertuschen. Lee, die Alkohol getrunken hat, gesteht unter Tränen, dass sie Sheila im vergangenen Jahr getötet hat, als sie betrunken Auto gefahren ist, und dass sie Clinton in der Nacht zuvor getötet hat, nachdem er sie provoziert hatte, indem er sie für Sheilas Tod verantwortlich machte. Bestürzt schließt sie sich in ihrer Kabine ein, wo Parkman versucht, sie zu erreichen, es ihm aber nicht gelingt. Kurz darauf wird sie mit aufgeschlitzten Handgelenken tot in der Badewanne in Greenes Kabine aufgefunden, und der Fall scheint abgeschlossen.
In der letzten Nacht der Kreuzfahrt gehen die Crew und die meisten Gäste zu einer Party an Land, doch Dexter, der kein Geld mitgebracht hat, bleibt auf dem Schiff. Parkman sieht, wie die Lichter auf dem Schiff an- und ausgehen, und als er zurückkommt, findet er Dexter vor, der über offene Fragen zu früheren Ereignissen nachdenkt. Dexter vermutet, dass Lee eine Leiche „getötet“ hat und dass der wahre Mörder die Szene so arrangiert hat, dass sie in die Sache verwickelt wird. Dexter weist darauf hin, dass die sechs „Geheimnisse“ „SHEILA“ ergeben und dass auf einem am ersten Tag aufgenommenen Foto jedes von ihnen unter einem Buchstaben von Sheilas Namen steht, der ihrem Hinweis entspricht, mit Ausnahme des letzten Buchstabens „A“, der bricht das Muster.
Damit wird klar, was tatsächlich passiert war: Nachdem Alice (mit der Tom Parkman eine Affäre hatte) in der ersten Nacht gestanden hatte, ein Ladendieb gewesen zu sein, tauschte er seine eigene Karte aus – „Du bist Alkoholiker“, der vermisste A – für eine Aussage: „Du bist ein Fahrerflucht-Mörder“, obwohl er weiß, dass beide Geheimnisse auf seine Frau Lee zutreffen. Während er vor dem zweiten Spiel duschte, sorgte er dafür, dass Lee diese neue Karte sah, und glaubte, dass der Zweck des Spiels darin bestand, sie für ihre Rolle bei Sheilas Tod bloßzustellen. In der zweiten Nacht ermordete er Greene und beschuldigte Lee für die Tat. Dann versetzte er ihre Flasche Bourbon mit Schlaftabletten, und nachdem sie sie getrunken hatte, trug er ihren Körper in die Badewanne und schlitzte ihr die Handgelenke auf, was den Anschein eines Selbstmordes erweckte. Ihr Nachlass im Wert von 5 Millionen US-Dollar ging daher an ihn, was ihn reich machte und ihm die Freiheit gab, anderen romantischen Interessen nachzugehen. Dexter hatte auch versucht, Greene mit den Bootspropellern zu töten, um zu verhindern, dass sein Geheimnis ans Licht kam. Parkman versucht dann, Dexter zu töten, wird jedoch aufgehalten, als Christine für ein sexuelles Rendezvous auf die Yacht kommt. Dexter erpresst daraufhin Parkman: Als Gegenleistung für die Wahrung des Geheimnisses, dass Parkman Greene getötet hat, muss Parkman Dexters nächsten Film mit dem Geld aus Lees Nachlass finanzieren.

## Auszeichnungen
Perkins und Sondheim gewannen 1974 den Edgar Award der Mystery Writers of America für das Drehbuch des Besten Films.

## Synchronisation
| Rolle         | Darsteller       | Synchronsprecher    |
| ------------- | ---------------- | ------------------- |
| Tom Parkman   | Richard Benjamin | Fred Maire          |
| Christine     | Dyan Cannon      | Rose-Marie Kirstein |
| Clinton Green | James Coburn     | Hartmut Reck        |
| Philip Dexter | James Mason      | Curt Ackermann      |
| Anthony Wood  | Ian McShane      | Manfred Schott      |
| Lee Parkman   | Joan Hackett     | Margot Leonard      |
| Alice Wood    | Raquel Welch     | Helga Trümper       |
| Yacht-Kapitän | Norbert Gastell  | Fred Maire          |